# Ключ 28
| 厶                     | 厶                | 厶                |
| ---------------------- | ----------------- | ----------------- |
| 27                     | 28                | 29                |
| Піньінь:               | sī                | sī                |
| Чжуїнь:                | ㄙ                | ㄙ                |
| Вейд-Джайлз:           | ssu1              | ssu1              |
| Ютпхін:                | mau5, si1         | mau5, si1         |
| Он:                    |                   |                   |
| Кун:                   |                   |                   |
| Кандзі:                | ム mu             | ム mu             |
| Хун:                   | 사사로울 sasaroul | 사사로울 sasaroul |
| Им:                    | 사 sa             | 사 sa             |
| Індекс у Вікісловнику: | 厶                | 厶                |

Ключ 28 — ієрогліфічний ключ, що означає приватний і є одним із 23 (загалом існує 214) ключів Кансі, що складаються з двох рисок.
У Словнику Кансі 40 символів із 40 030 використовують цей ключ.

## Символи, що використовують ключ 28

Як писати ієрогліф.

| кількість рисок | ієрогліфи |
| --------------- | --------- |
| без додаткових  | 厶        |
| 2 додаткові     | 厷 厸 厹  |
| 4 додаткові     | 厽        |
| 5 додаткових    | 厾 县 私  |
| 6 додаткових    | 叀 叁 参  |
| 9 додаткових    | 參 叄     |
| 10 додаткових   | 叅        |
| 11 додаткових   | 叆        |
| 13 додаткових   | 叇        |